# Gévezé
 (avril 2019).
Si vous disposez d'ouvrages ou d'articles de référence ou si vous connaissez des sites web de qualité traitant du thème abordé ici, merci de compléter l'article en donnant les références utiles à sa vérifiabilité et en les liant à la section « Notes et références ».
Gévezé est une commune française située dans le département d'Ille-et-Vilaine, en région Bretagne, peuplée de 5 987 habitants. Elle est située à environ 15 km au nord-ouest du centre de Rennes.

## Géographie

### Localisation
| Langan                          | Langouet | Vignoc     |
| Romillé / Parthenay-de-Bretagne | Gévezé   | La Mézière |
| Saint-Gilles                    | Pacé     |            |

### Transports
Desservie par les bus du réseau du service des transports en commun de l'agglomération rennaise (STAR) de Rennes Métropole via la ligne 68 (52 les vendredis et samedis soir et les dimanches et jours fériés).

### Hydrographie
Pour un article plus général, voir Réseau hydrographique d'Ille-et-Vilaine.
La commune est située dans le bassin Loire-Bretagne. Elle est drainée par la Flume, la Cotardière, le Pérouse, le Pont de Biardel, le ruisseau de la Chaussée, le ruisseau de l'Étang du saut bois, le ruisseau du Pont des basses mardelles, et divers autres petits cours d'eau,.
La Flûme, d'une longueur de 34 km, prend sa source dans la commune de La Chapelle-Chaussée et se jette  dans la Vilaine à Rennes, après avoir traversé dix communes. 

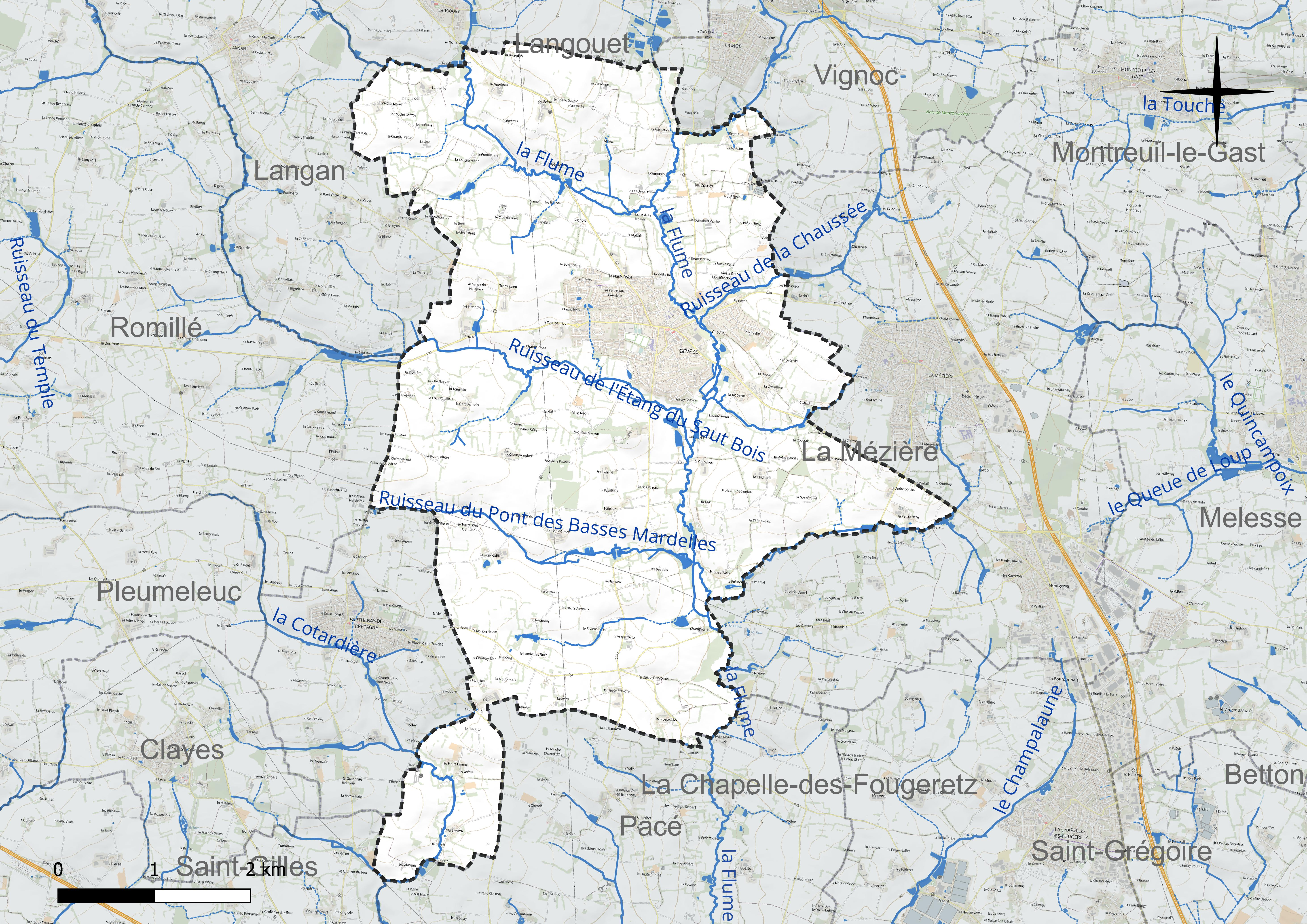
Réseau hydrographique de Gévezé.

La Cotardière, d'une longueur de 14 km, prend sa source dans la commune de Romillé et se jette  dans la Vaunoise à Mordelles, après avoir traversé huit communes. 

### Climat
Pour des articles plus généraux, voir Climat de la Bretagne et Climat d'Ille-et-Vilaine.
En 2010, le climat de la commune est de type climat océanique altéré, selon une étude du CNRS s'appuyant sur une série de données couvrant la période 1971-2000. En 2020, Météo-France publie une typologie des climats de la France métropolitaine dans laquelle la commune est exposée à un climat océanique et est dans la région climatique  Bretagne orientale et méridionale, Pays nantais, Vendée, caractérisée par une faible pluviométrie en été et une bonne insolation. Parallèlement l'observatoire de l'environnement en Bretagne publie en 2020 un zonage climatique de la région Bretagne, s'appuyant sur des données de Météo-France de 2009. La commune est, selon ce zonage, dans la zone « Intérieur Est », avec des hivers frais, des étés chauds et des pluies modérées.  
Pour la période 1971-2000, la température annuelle moyenne est de 11,4 °C, avec une amplitude thermique annuelle de 12,8 °C. Le cumul annuel moyen de précipitations est de 717 mm, avec 12 jours de précipitations en janvier et 6,6 jours en juillet. Pour la période 1991-2020, la température moyenne annuelle observée sur la station météorologique la plus proche, située sur la commune du Rheu à 13 km à vol d'oiseau, est de 12,2 °C et le cumul annuel moyen de précipitations est de 720,4 mm,. Pour l'avenir, les paramètres climatiques de la commune estimés pour 2050 selon différents scénarios d'émission de gaz à effet de serre sont consultables sur un site dédié publié par Météo-France en novembre 2022.

## Urbanisme

### Typologie
Au 1er janvier 2024, Gévezé est catégorisée bourg rural, selon la nouvelle grille communale de densité à sept niveaux définie par l'Insee en 2022.
Elle appartient à l'unité urbaine de Gévezé, une unité urbaine monocommunale constituant une ville isolée,. Par ailleurs la commune fait partie de l'aire d'attraction de Rennes, dont elle est une commune de la couronne,. Cette aire, qui regroupe 183 communes, est catégorisée dans les aires de 700 000 habitants ou plus (hors Paris),.

### Occupation des sols
L'occupation des sols de la commune, telle qu'elle ressort de la base de données européenne d'occupation biophysique des sols Corine Land Cover (CLC), est marquée par l'importance des territoires agricoles (93,7 % en 2018), en diminution par rapport à 1990 (96,3 %). La répartition détaillée en 2018 est la suivante :
terres arables (45,2 %), zones agricoles hétérogènes (31,3 %), prairies (17,2 %), zones urbanisées (6,3 %). L'évolution de l'occupation des sols de la commune et de ses infrastructures peut être observée sur les différentes représentations cartographiques du territoire : la carte de Cassini (XVIIIe siècle), la carte d'état-major (1820-1866) et les cartes ou photos aériennes de l'IGN pour la période actuelle (1950 à aujourd'hui).

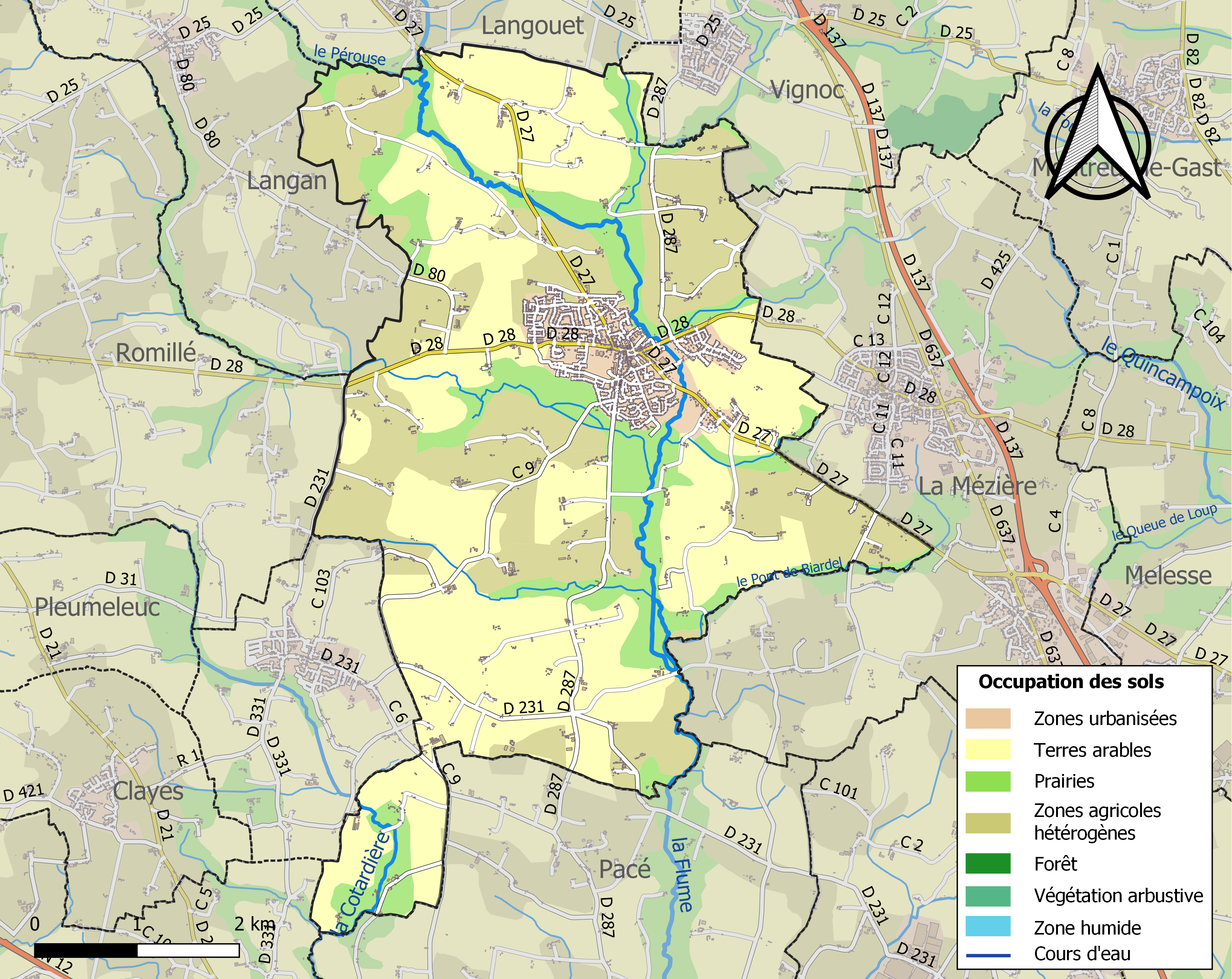
Carte des infrastructures et de l'occupation des sols de la commune en 2018 (CLC).

### Logement
Le tableau ci-dessous présente une comparaison de quelques indicateurs chiffrés du logement pour Gévezé et l'ensemble de l'Ille-et-Vilaine en 2017,.
|                                                                  | Gévezé | Ille-et-Vilaine |
| ---------------------------------------------------------------- | ------ | --------------- |
| Parc immobilier total (en nombre d'habitations)                  | 2 278  | 546 440         |
| Part des résidences principales (en %)                           | 93,8   | 86,2            |
| Part des résidences secondaires et logements occasionnels (en %) | 0,8    | 6,9             |
| Part des logements vacants (en %)                                | 5,5    | 6,9             |
| Part des ménages propriétaires de leur logement (en %)           | 65,8   | 59,8            |

### Morphologie urbaine
Gévezé dispose d'un plan local d'urbanisme intercommunal approuvé par délibération du conseil métropolitain du 19 décembre 2019. Il divise l'espace des 43 communes de Rennes Métropole en zones urbaines, agricoles ou naturelles.

## Toponymie

### Attestations anciennes
Le nom de la localité est mentionné sous les formes suivantes :
- [Mano de] Gevreseos (Main de Gévezé), membre du Chapitre de la cathédrale de Rennes, en 1096 ;
- Gevriseio (Rafredus de) en 1136[18] ;
- Givriseii (in parrochia de) en 1156[19] ;
- Girbresieio[20] ;
- 1180 : Gervoïze[21] ;
- 1180 : Gervoeze[22] ;
- 1189 : Gevreseio[23] ;
- XIIe siècle : Gerveise[24] ;
- 1232 : Gevrezeyo[25] ;
- 1235 : Genvrosii[26] ;
- 1260 : Gervresium[27] ;
- 1260 : Gervesium[28] ;
- 1261 : Gevese[29] ;
- 1272 : Geveseyo[30] ;
- 1282 : Gevrezeio ;  Gervezeum[31] ;
- 1312 : Geveise[32] ;
- 1327 : Gevrezeyo[33] ;
- 1525 : Givesio[34] ;
- 1596 : Gevezeyum[35] ;
- 1630 : Saint Grueze[36] ;
- 1670 : Saint Greveise[37] ;
- 1760 : Gervesse[31].

### Étymologie
La première école veut que le nom Gévezé proviendrait d'un nom gallo-romain Gavisius, variante de Gavidius.
La seconde école voudrait que dans le nom Gévezé on perçoive gevre (chèvre) et seih (bois). Dans son livre de toponymie celtique, François Falc'hun mentionne que de 950 à 1200 environ, Gévezé s'appelait Gevre-Seiho (le bois de la chèvre ou du chevreuil). Gévezé signifierait donc le Bois aux biches. Ainsi, le nom de Gévezé proviendrait donc d'un ancien nom gaulois Gabro-Ceton qui s'est altéré par la suite en Gévezé.
L'Office public de la langue bretonne a appelé la commune Gevrezeg en breton. Jean-Yves Le Moing a estimé à 5,3 % le pourcentage de toponymes d'origine bretonne présents sur le territoire de la commune. Le nom s'écrit Jebze (écriture Moga), Jaebezae ou Gëbzë, prononcé Geubzeu ou plus couramment Geuvzeu[réf. souhaitée] en gallo.
Les archives gévezéennes remontant au XVIe siècle ne comportent aucun texte en langue bretonne.

## Histoire
(novembre 2020).
- Si vous ne connaissez pas le sujet, laissez ce bandeau (vous pouvez alors contacter les auteurs).
- Si vous supprimez le contenu mis en cause (vous pouvez préalablement contacter les auteurs),

argumentez précisément cette suppression dans la page de discussion
(un manque de référence n'est pas un argument ; une recherche réelle de référence doit avoir été effectuée, être formellement documentée).
À la suite du débarquement du 6 juin 1944 en Normandie, Leslie Fischer, sergent mitrailleur américain dont le bombardier B 24 a été touché par un chasseur allemand et la DCA allemande de la Belle-Épine à Vezin-le-Coquet (Ille-et-Vilaine), saute sur Gévezé le 12 juin 1944. Il tombe près de la ferme du Casnuel où il est recueilli par Justine Rué qui prévient aussitôt le boulanger de Gévezé, Denis Morel[réf. nécessaire].
Celui-ci, en compagnie de Roger Rouault un réfugié rennais et de M. Demay représentant de commerce anglophone, de passage à Gévezé se rend aussitôt à la ferme du Casnuel, pour récupérer l'aviateur. D'après les souvenirs de Leslie Fischer[réf. nécessaire], Roger Rouault va alors convoyer l'aviateur par des chemins détournés depuis la ferme du Casnuel jusqu'au bourg de Gévezé.
Il est caché pendant 54 jours rue du Luth, dans la réserve à grain du boulanger Morel, où habitent des réfugiés rennais Roger Rouault et sa femme Yvonne, coiffeuse à Rennes, qui va lui préparer des repas, financés par le boulanger Morel.
Au début de sa clandestinité il est promené prudemment la nuit dans la campagne gévezéenne par Roger Rouault et Denis Morel. À la suite du départ des troupes allemandes stationnées à Gévezé, il commence à sortir en journée. Il précise lui-même dans le film qui lui est consacré, que deux semaines avant l'arrivée des troupes américaines, il est sorti en plein jour de sa cachette. Des photographies ont même été prises pendant ces sorties. Finalement il reste caché pendant 54 jours, moins ses deux semaines de semi liberté. Il est totalement libéré à l'arrivée des troupes américaines le 3 août 1944. Il est alors fêté par la population gévezéenne et les nombreux réfugiés présents dans le bourg.
Le lendemain 4 août 1944, il se rend à Rennes pour prendre contact avec les autorités américaines. Dirigé aussitôt vers l'Angleterre, et sans pouvoir revenir à Gévezé, il rejoint les États-Unis où il est immédiatement démobilisé. Il va effectuer alors pendant 35 ans, une carrière de facteur à Marlin au Texas.
Le 7 août 1971, Angèle et Denis Morel, les boulangers de Gévezé, ainsi que de leurs enfants Denis et Jean, et leur fille Léone. Eux-mêmes accompagnés de leurs propres enfants, sont nommés citoyens d'honneur de la ville de Marlin et la semaine où ils viennent est appelée « Semaine Denis et Angèle Morel ».
Leslie Fischer revient à Gévezé le 10 juillet 1972, ainsi que le 2 juin 1994. Il meurt en 1996. Le 9 mai 2010, en présence de sa veuve, un rond-point, portant le nom de Rond-point de la Libération-Leslie Fischer, est inauguré à Gévezé.

## Politique et administration

### Rattachements administratifs et électoraux

#### Circonscriptions de rattachement
Gévezé appartient à l'arrondissement de Rennes et au canton de Melesse, créé lors du redécoupage cantonal de 2014. Avant cette date, la commune appartenait aux cantons suivants : Rennes-Nord-Ouest (1801-1973 puis 1985-2015) et Rennes-III (1973-1985).
Pour l'élection des députés, la commune fait partie de la troisième circonscription d'Ille-et-Vilaine, représentée depuis février 2020 par Claudia Rouaux (PS-NUPES). Sous la Troisième République, elle appartenait à la première circonscription de Rennes et de 1958 à 1986 à la 1re circonscription (Rennes-Nord).

#### Intercommunalité
Depuis le 1er janvier 1993, la commune appartient à Rennes Métropole (anciennement Rennes District). Par ailleurs, elle est membre du Syrenor (Syndicat de recherche et d'études du Nord-Ouest de Rennes), établissement public de coopération intercommunale créé en 1999, regroupant les communes de Clayes, La Chapelle-des-Fougeretz, Montgermont, Pacé, Parthenay-de-Bretagne, Saint-Gilles et Vezin-le-Coquet.
Enfin, Gévezé fait partie du Pays de Rennes.

#### Institutions judiciaires
Sur le plan des institutions judiciaires, la commune relève du tribunal judiciaire (qui a remplacé le tribunal d'instance et le tribunal de grande instance le 1er janvier 2020), du tribunal pour enfants, du conseil de prud'hommes, du tribunal de commerce, de la cour d'appel et du tribunal administratif de Rennes et de la cour administrative d'appel de Nantes.

### Administration municipale
Le nombre d'habitants au dernier recensement étant compris entre 5 000 et 9 999, le nombre de membres du conseil municipal est de 29.
Conseil municipal
Les 29 sièges composant le conseil municipal ont été pourvus le 15 mars 2020 lors du premier tour de scrutin. Actuellement, il est réparti comme suit :
Gévezé fait partie des communes de la métropole rennaise où aucune opposition n'est présente au conseil municipal.

### Jumelages
| Ville | Ville            | Pays | Pays        | Période         |
| ----- | ---------------- | ---- | ----------- | --------------- |
|       | Broughton Astley |      | Royaume-Uni | depuis mai 1995 |

## Démographie
En 2022, la commune de Gévezé comptait 5987 habitants. À partir du XXIe siècle, les recensements réels des communes de moins de 10 000 habitants ont lieu tous les cinq ans. Les autres chiffres sont des estimations.
| 1793  | 1800  | 1806  | 1821  | 1831  | 1836  | 1841  | 1846  | 1851  |
| ----- | ----- | ----- | ----- | ----- | ----- | ----- | ----- | ----- |
| 1 929 | 1 763 | 1 954 | 1 806 | 1 894 | 1 943 | 1 820 | 1 808 | 1 854 |

| 1856  | 1861  | 1866  | 1872  | 1876  | 1881  | 1886  | 1891  | 1896  |
| ----- | ----- | ----- | ----- | ----- | ----- | ----- | ----- | ----- |
| 1 902 | 1 930 | 1 946 | 1 995 | 2 012 | 1 939 | 1 983 | 1 939 | 1 796 |

| 1901  | 1906  | 1911  | 1921  | 1926  | 1931  | 1936  | 1946  | 1954  |
| ----- | ----- | ----- | ----- | ----- | ----- | ----- | ----- | ----- |
| 1 730 | 1 737 | 1 689 | 1 567 | 1 590 | 1 547 | 1 521 | 1 451 | 1 439 |

| 1962  | 1968  | 1975  | 1982  | 1990  | 1999  | 2004  | 2006  | 2009  |
| ----- | ----- | ----- | ----- | ----- | ----- | ----- | ----- | ----- |
| 1 343 | 1 327 | 1 650 | 1 983 | 2 434 | 2 759 | 3 190 | 3 393 | 3 945 |

| 2014  | 2019  | 2022  | - | - | - | - | - | - |
| ----- | ----- | ----- | - | - | - | - | - | - |
| 5 139 | 5 521 | 5 987 | - | - | - | - | - | - |

## Culture et patrimoine

### Lieux et monuments

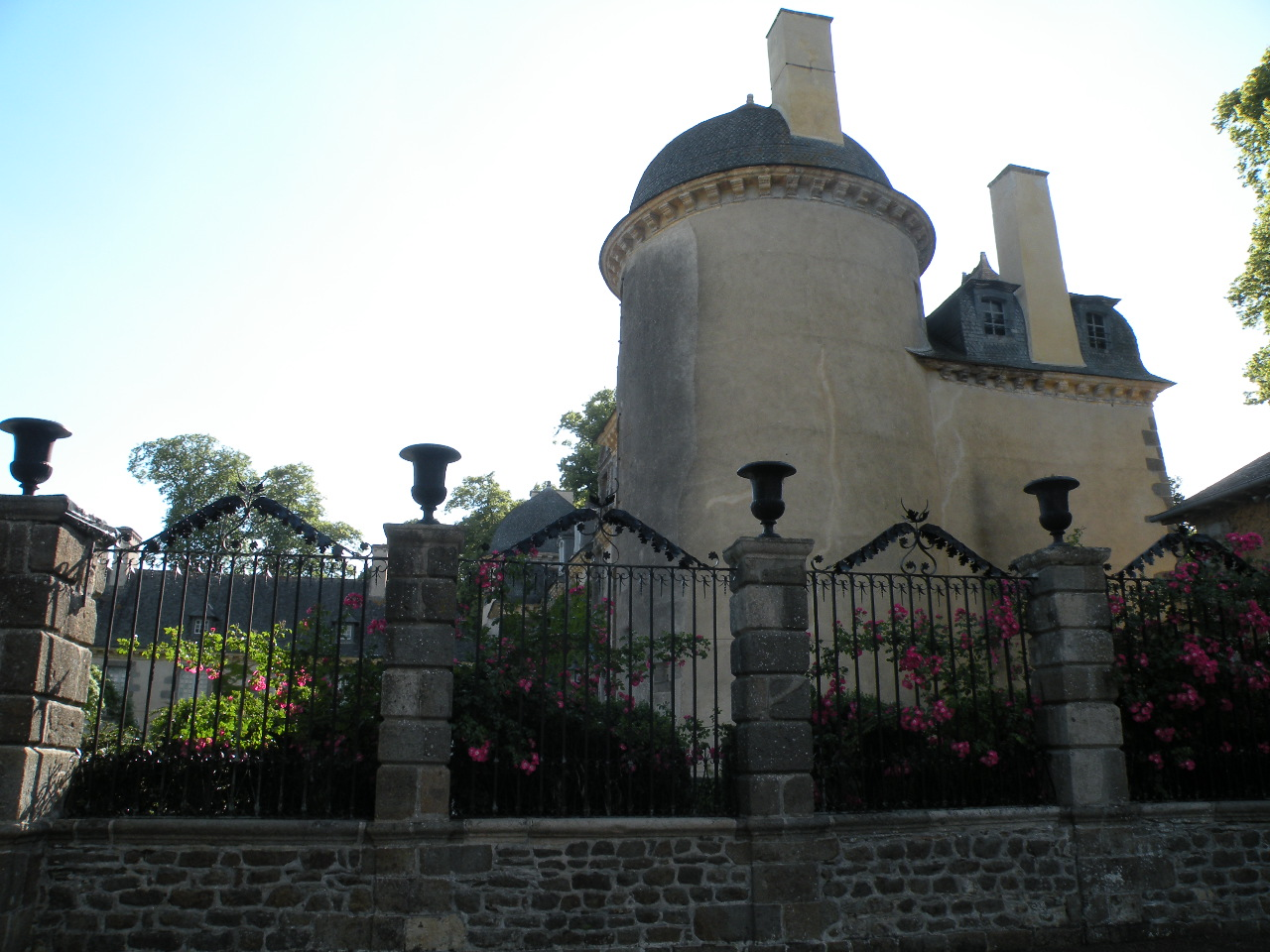
Le château de Beauvais.

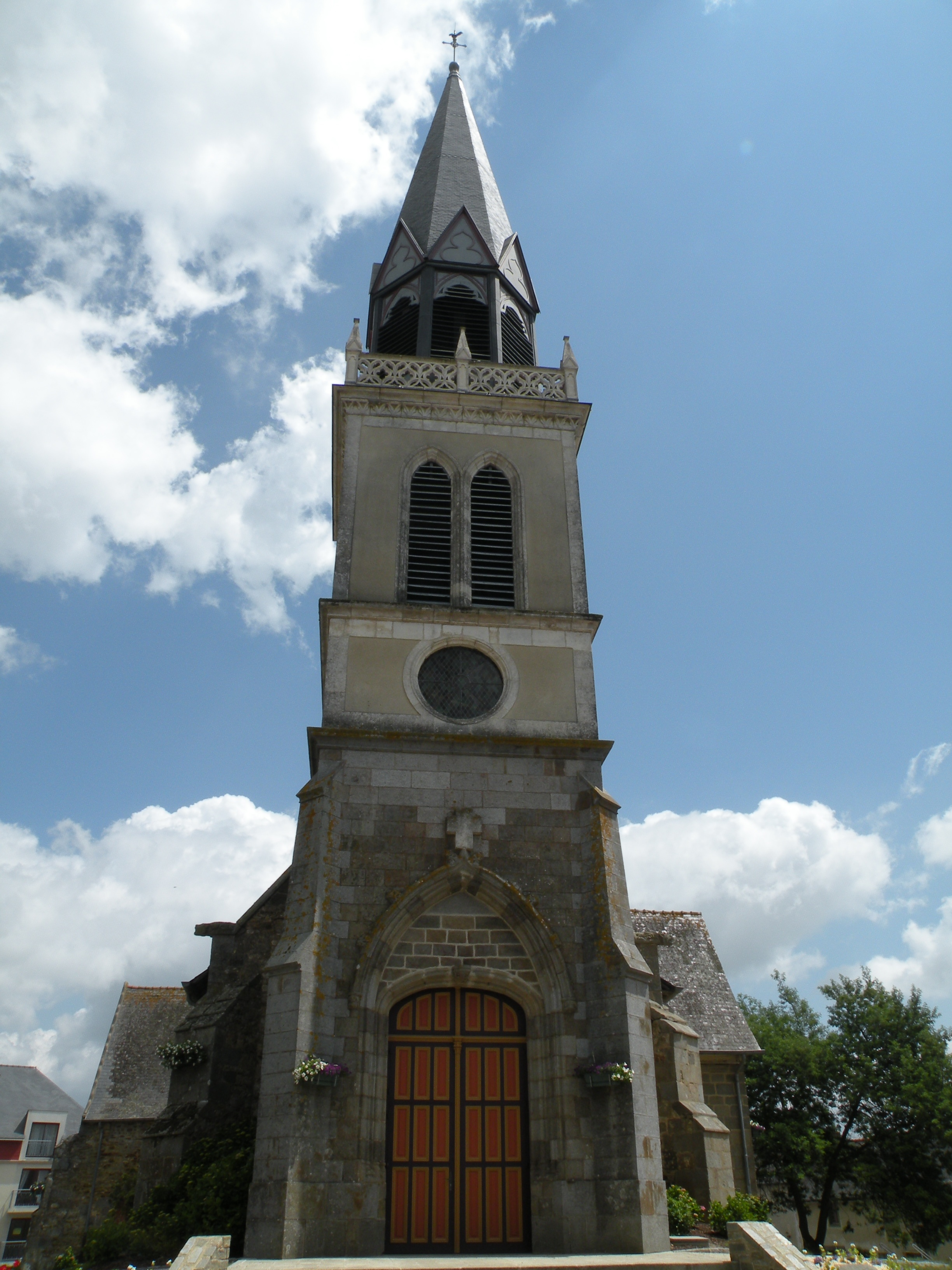
L'église Sainte-Justine.

- Château de Beauvais, construit au XVIIe siècle à l'emplacement d'un manoir du XVe. Seul monument historique protégé de la commune, il a été inscrit par arrêtés du 18 décembre 1956 et du 12 juin 2009[54].
- Église Sainte-Justine : elle comporte des éléments du XIe siècle et a été remaniée aux XVIe, XVIIe, XVIIIe, XIXe, XXe et XXIe siècles. Son imposant porche sud du XVIe siècle est en mauvais état. Dans la nef, on trouve d'amusantes sablières sculptées et sa curieuse dédicace. La sacristie date du XVIIIe siècle[55].
- Manoir de la petite Gouzée, propriété de Gilles Carré, connétable de Rennes[réf. nécessaire].
- Le Bas-Sévigné : le manoir de Sévigné, à 2,200 km du bourg, sur le bord nord de la route de Romillé, possède des droits de Haute, Moyenne, Basse justice, qui s'exerce dans la paroisse de Parthenay-de-Bretagne. Il appartient au XIIIe siècle, au seigneur de Sévigné dont il est à l'origine du nom[56]. En 1560, la terre de Sévigné était dans la possession de Joachim de Sévigné[57].

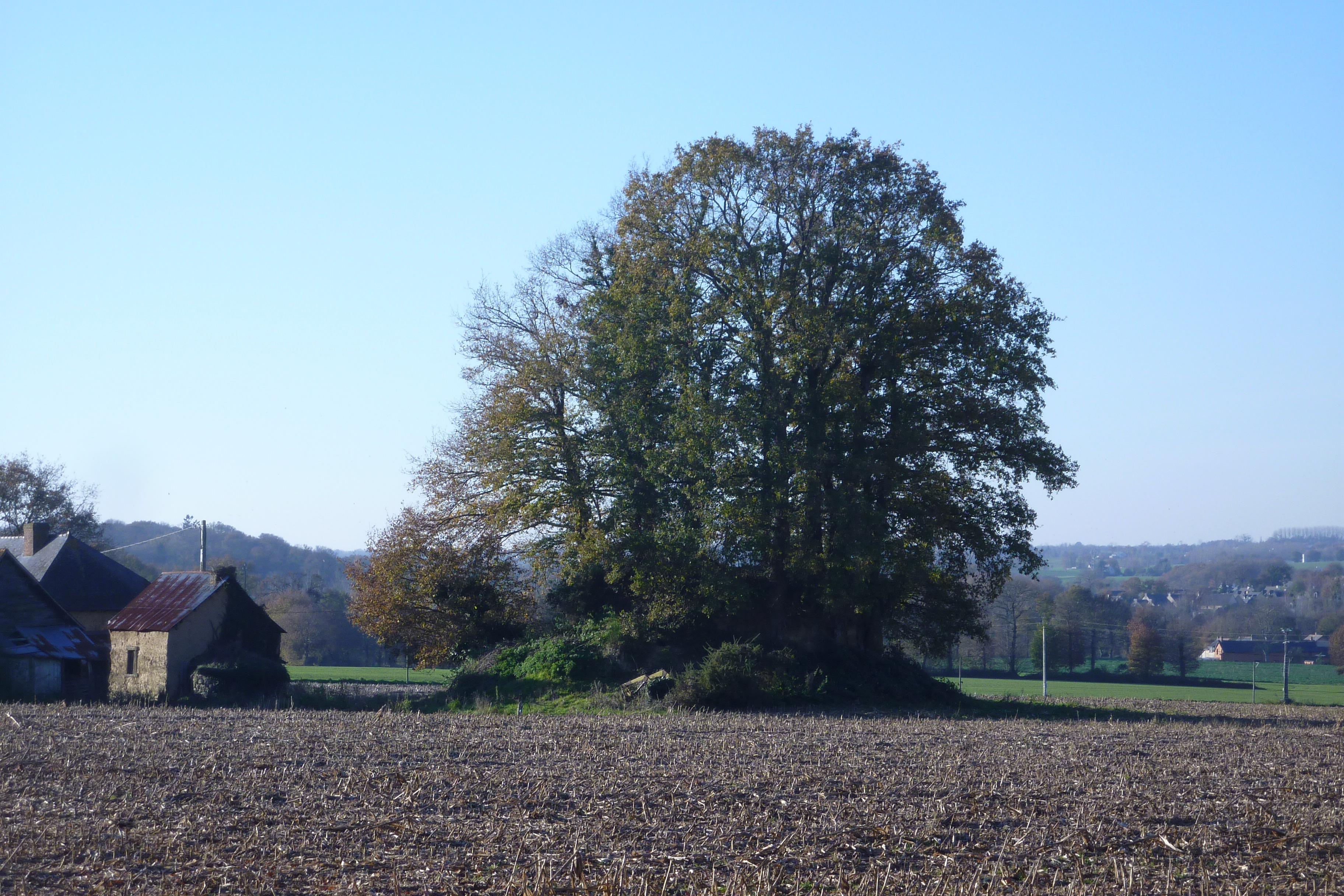
Motte féodale de la motte Marcillé

- La motte Marcillé : motte féodale édifiée vers le XIIe siècle.

## Personnalités liées à la commune
- La famille de La Bourdonnaye, dont le berceau est Trégomar, pris racine à Gévezé où Guillaume II de La Bourdonnaye, écuyer, né à Gévezé (1320-1385) est seigneur de Vaumarquer, de la Bourdonnaye, en Gévezé. La filiation est considérée comme établie depuis Guillaume II de La Bourdonnaye, écuyer. Il fut le père de Robin de La Bourdonnaye qui fit construire le château de La Bourdonnaye en la paroisse de Gévezé et qui fut marié à Jeanne de la Chapelle.
- Jean-François Huchet, fils de Michel Huchet le premier maire de Gévezé, né à Gévezé le 23 septembre 1795. Célèbre curé archiprêtre de la cathédrale de Saint-Malo où sa statue en marbre est érigée grandeur nature.

### Héraldique
| Blason de Gévezé | Blason  | D'azur aux six billettes d'argent ordonnées 3, 2 et 1, au chef du champ chargé de trois targes du second.    |
| Blason de Gévezé | Détails | Blason de la famille de Lescu, comte de Beauvais en Gévezé. Le statut officiel du blason reste à déterminer. |

### Gévezé dans les arts
Gévezé est cité dans le poème de Louis Aragon, Le conscrit des cent villages, écrit comme acte de Résistance intellectuelle de manière clandestine au printemps 1943, pendant la Seconde Guerre mondiale. Dans son poème intitulé « les conscrits des cent villages », dans lequel les conscrits se désolent comme tous les autres conscrits, de quitter leurs villages, il écrit :
Adieu La Faloise, Janzé

Adieu Saint-Désert, Jeandelize

Gerbépal, Braize, Juvelise,

Fontaine-au-Pire et Gévezé.